# 絶対零度

0 K(−273.15 °C)を絶対零度と定義している。

絶対零度（ぜったいれいど、Absolute zero）とは絶対温度の下限である。セルシウス度（摂氏）で −273.15 °C、ファーレンハイト度（華氏）で −459.67 °Fである。
絶対零度は最低温度とされるが、エンタルピーは0にはならない。統計力学では0 K未満の負温度が存在する。

## 概要
温度は、物質の熱振動をもとにして規定されているので、下限が存在する。それは、熱振動（原子の振動）が小さくなり、エネルギーが最低になった状態である。この時に決まる下限温度が絶対零度である。古典力学では、エネルギーが最低の状態とは、原子の振動が完全に止まった状態である。
ただし量子力学では、不確定性原理のため、原子の振動が止まることはなく、エネルギーが最低の状態でも零点振動をしている。
熱力学第三法則によれば、ある温度（0 Kよりも大きい温度）をもった物質を、有限回の操作で絶対零度に移行させることはできない。
絶対零度に近い極低温では、より温度の高い状態では見られない現象がいくつか知られる。それらを扱う分野を低温物理学という。
理想気体においては、状態方程式により0Kで圧力または体積が0となる。

## 歴史
ギヨーム・アモントンは温度計の研究の際に気体の温度と圧力の関係を調べて、空気の温度を下げていくと、ある温度で圧力がゼロになるはずだとの判断を得た。彼はその温度を −240 °C と推定した。彼は、圧力がマイナスの値をとれないことから、温度に何らかの下限があるのだと考えた。後にジャック・シャルルとジョセフ・ルイ・ゲイ＝リュサックがこれをさらに進めてシャルルの法則を発見し、このときに絶対零度は −273 °C であることが示された。
1935年、木下正雄と大石二郎が気体温度計を用い、絶対零度が−273.15℃から−273.16℃の間であるとの結果を得た。また、1938年にはより高精度な等温線法を開発し、同様の結果を得た。
1954年、第4回国際度量衡委員会において、等温線法の利点が理解され、二人の導き出した−273.15℃が絶対零度として定められた（実際に定めたのは、水の三重点が273.16ケルビン(K)という値であった。水の三重点は摂氏0.01℃であり、0.01−273.16＝−273.15により、自動的に絶対零度は−273.15℃と定められる）。